# Upton Sinclair

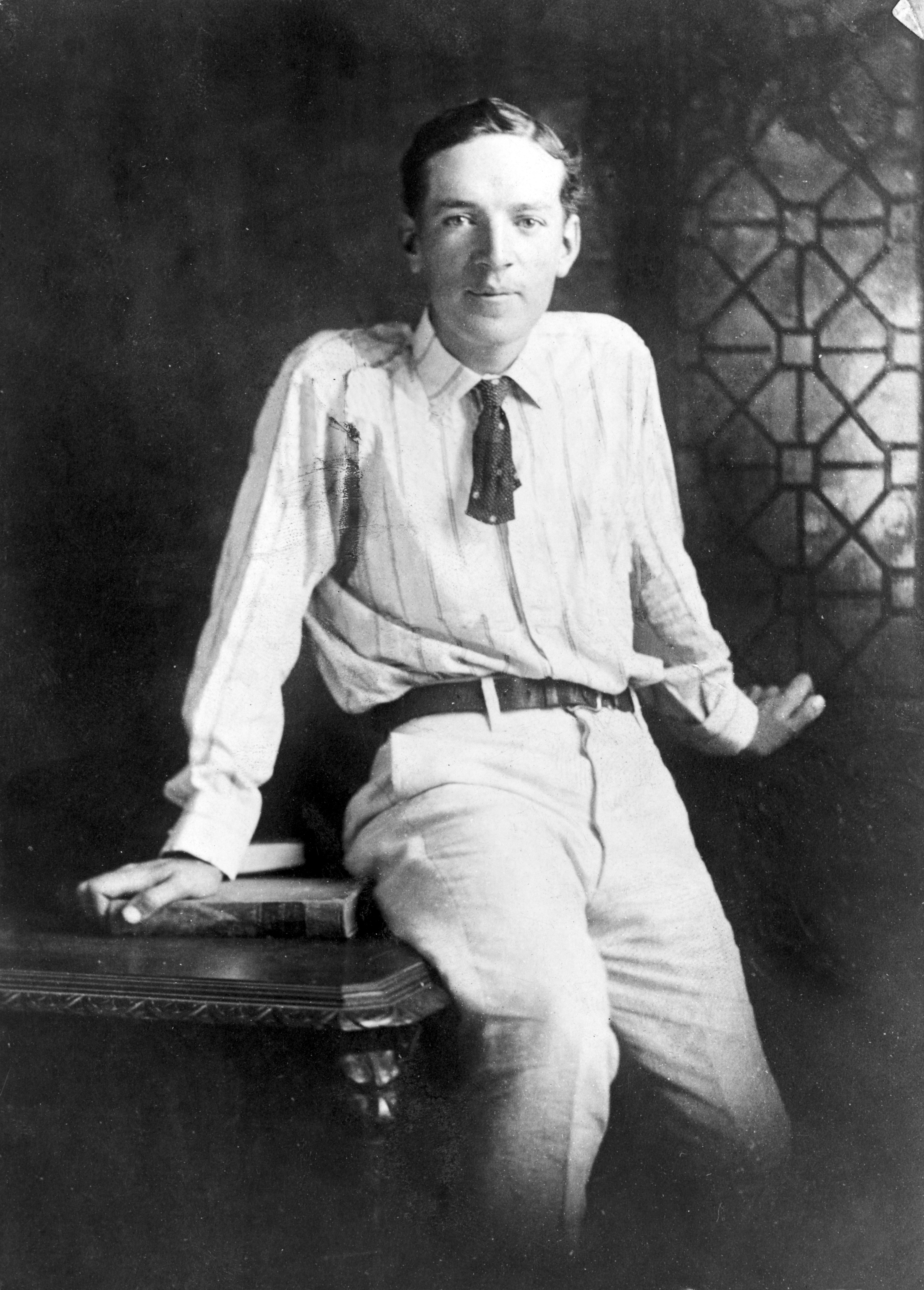
Upton Sinclair 1906.

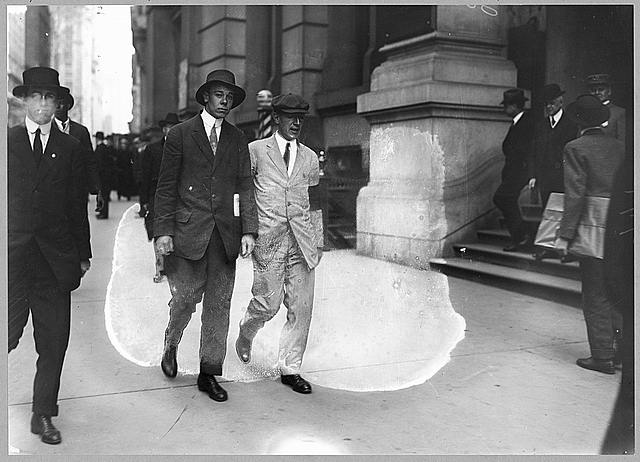
Upton Sinclair (till höger) som strejkvakt utanför Rockefeller Center, 29 april 1914.

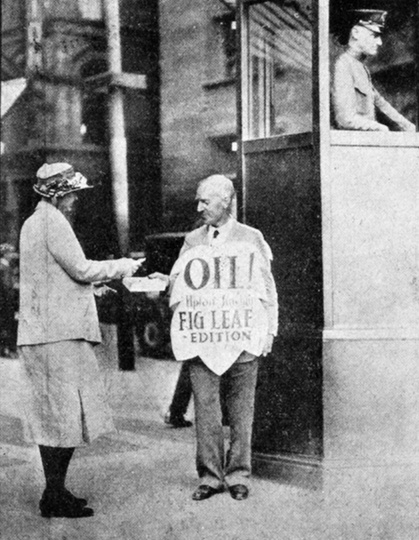
Upton Sinclair 1927, säljande en upplaga av sin roman Olja (1926, Oil!), som för övrigt kom att tjäna som förlaga till filmen There Will Be Blood (2007).

Upton Beall Sinclair, Jr., född 20 september 1878 i Baltimore, Maryland, död 25 november 1968 i Bound Brook, Somerset County, New Jersey, var en amerikansk författare, journalist och politisk aktivist.

## Liv och verk

### Uppväxt
Upton Sinclair växte upp i en familj som längre tillbaka hade förlorat sina tillgångar samtidigt med sydstatskonfederationens nederlag i inbördeskriget. Hans far var sprithandlare och missbrukade själv alkohol. Sinclair upplevde fattigdomen in på skinnet. Under hans uppväxt var de sociala missförhållandena något som starkt kom att prägla hans syn på politiken och samhället. Vid tio års ålder flyttade familjen till New York, där Upton kom att studera. Först grundskola på Eastside, vid 14 års ålder kom han in på college i New York, där juridiken var hans huvudämne. Då familjens ekonomi var knapp var han tvungen att finansiera sina studier själv. Detta gjorde han genom författandet. Under sin collegetid kom han att författa 100 kioskromaner samt dikter, äventyrsskildringar och vitsar för vecko- och ungdomspress, lejonparten under pseudonym.

### Samhällskritisk inställning
Hans författande bar vid denna tid knappt tillräckligt med frukt för uppehället. Han började intressera sig för socialismen och började umgås med kulturpersonligheter kring det amerikanska socialistpartiet, Socialist Party of America, vilket han kom att bli medlem i. Den socialistiske författare George D. Herron kom att bli Sinclairs mecenat. Det var med dennes ekonomiska hjälp han kunde ägna sig helhjärtat åt författandet.  
År 1904 skrev Sinclair Manassas, en bok med avstamp i inbördeskriget, mycket influerad av den egna uppväxten. Boken, enligt kritikerna den bästa i Sinclairs yngre period, blev en storsäljare. Han skildrade en historia som låg i pinfärskt minne hos folk – krig och slaveri – men manade också till framåtanda och kamp mot sociala orättvisor. Bakom den låg mycket, ur socialt patos sprungen, forskning från Sinclairs sida – en forskning som visade på stora kvaliteter i det undersökande arbetet. 
Upton Sinclairs skrivande hade en progressivt journalistisk ådra då han använde sin talang för att gräva upp och publicera information av kontroversiellt slag som ofta väckte anstöt hos den finansiella och politiska makten. I ett brev till författaren skrev George Bernard Shaw ”när folk frågar vad som hänt under min levnadstid hänvisar jag inte till nyhetspressen, utan till dina romaner”. Sinclair låter skildra sin samtid i den historiska romanens form hellre än i tidningars spalter. 

### Idévärld
”Det som bar mig till socialismen var, mer än något, kristenheten”, skrev Sinclair i ett senare skede av sitt liv. Han såg i mångt upp till ”snickarrebellen, de fattiga och armodigas vän”. 1905 grundade Sinclair och Jack London, båda huserande i Princeton, NJ, föreningen the Intercollegiate Socialist Society. I 1906 års delstatsval kandiderade Sinclair utan större framgång till kongressen från New Jersey. Han kandiderade som politisk dissident, allmän visionär och en den sociala rättvisans korsriddare snarare än som renlärig marxist. ”Hans radikalism är äldre än Marx” skrev journalisten John Chamberlain. ”Hans är den radikalism från 1700-talet vilken bottnar i tron på alla människors suveränitet.”

### Romanen som vapen
En livsmedelsskandal under spansk-amerikanska kriget föranledde en förfrågan till Sinclair från ansvarige utgivaren till den socialistiska veckotidningen Appeal to Reason om att skriva en roman om de osanitära och omänskliga arbetsförhållandena för lager- och packningsarbetare inom köttindustrin. Sinclair tillbringade sex veckor i Chicago för att undersöka ämnet vidare. Resultatet blev Vildmarken (The Jungle), ett verk vilket publicerades som bok samt följetong i Appeal to Reason, och som blev föremål för ett mycket stort intresse hos allmänheten.
President Theodore Roosevelt, som själv läste följetongen, svarade på den upprördhet den väckt med att initiera en statlig utredning om förhållandena inom branschen, vilken kom att bekräfta Sinclairs uppgifter. Roosevelt införde speciella lagar om kötthantering inom livsmedelsindustrin för att höja kvaliteten på köttet i butikernas kyldiskar. Detta ledde till att många småbrukare och mindre slakterier slogs ut i konkurrensen med de större företagen. Det var inte det resultat Sinclair hade hoppats på; han ville få igenom garantier om arbetsskyddsliga åtgärder inom branschen och rätt för arbetarna att organisera sig: "Jag sökte sikta på allmänhetens hjärta, men träffade den i magen” konkluderade han när han kommenterade följderna av sitt verk.

### Påverkan och betydelse
Nutida journalister som John Pilger, Edward Said, Jan Myrdal, Jan Guillou och Robert Fisk har alla uttryckligen inspirerats av hans arbete. Han kom att bli den första av muckraker journalists – journalister som ser som sin uppgift att skildra den grovkorniga verkligheten, den korrumperade samtiden med klassklyftor, mutor, och journalistiskt ”ordfnaskeri” som den är och inte på ett för makten bekvämligt sätt.

### Nazistisk kritik
Verk av Upton Sinclair brändes demonstrativt av nationalsocialister under bokbålen i Nazityskland 1933, bland annat Die goldene Kette (orig.:Mammonart (1925), sv. övers. Gyllene länkar (1928)), Religion und Profit (orig.: The profits of religion (1917)) och romanen Petroleum (orig.: Oil!, sv. övers. Olja (1926)). Denna sistnämnda roman tjänade för övrigt som förlaga till filmen There Will Be Blood (2007).